# (3241) Yeshuhua
(3241) Yeshuhua es un asteroide perteneciente al cinturón de asteroides, descubierto el 28 de noviembre de 1978 por el equipo del Observatorio de la Montaña Púrpura desde el Observatorio de la Montaña Púrpura, Nankín (China).

## Designación y nombre
Designado provisionalmente como 1978 WH14. Fue nombrado Yeshuhua en honor al astrónomo chino Ye Shuhua.